# Шолом Берндорфа
Шолом Берндорфа або Berndorfer — сталевий шолом для австро-угорської армії, розроблений у 1916 році під час Першої світової війни. Відомий також в офіційному вжитку як «австрійський зразок». Розробником і виробником було підприємство Berndorfer Metallwarenfabrik. Загалом було виготовлено 139 968 екземплярів. Шолом став візитною карткою австро-угорських штурмовиків і використовувався виключно солдатами австро-угорської армії. Шолом не передавався союзникам Австро-Угорщини по блоку Центральних держав.

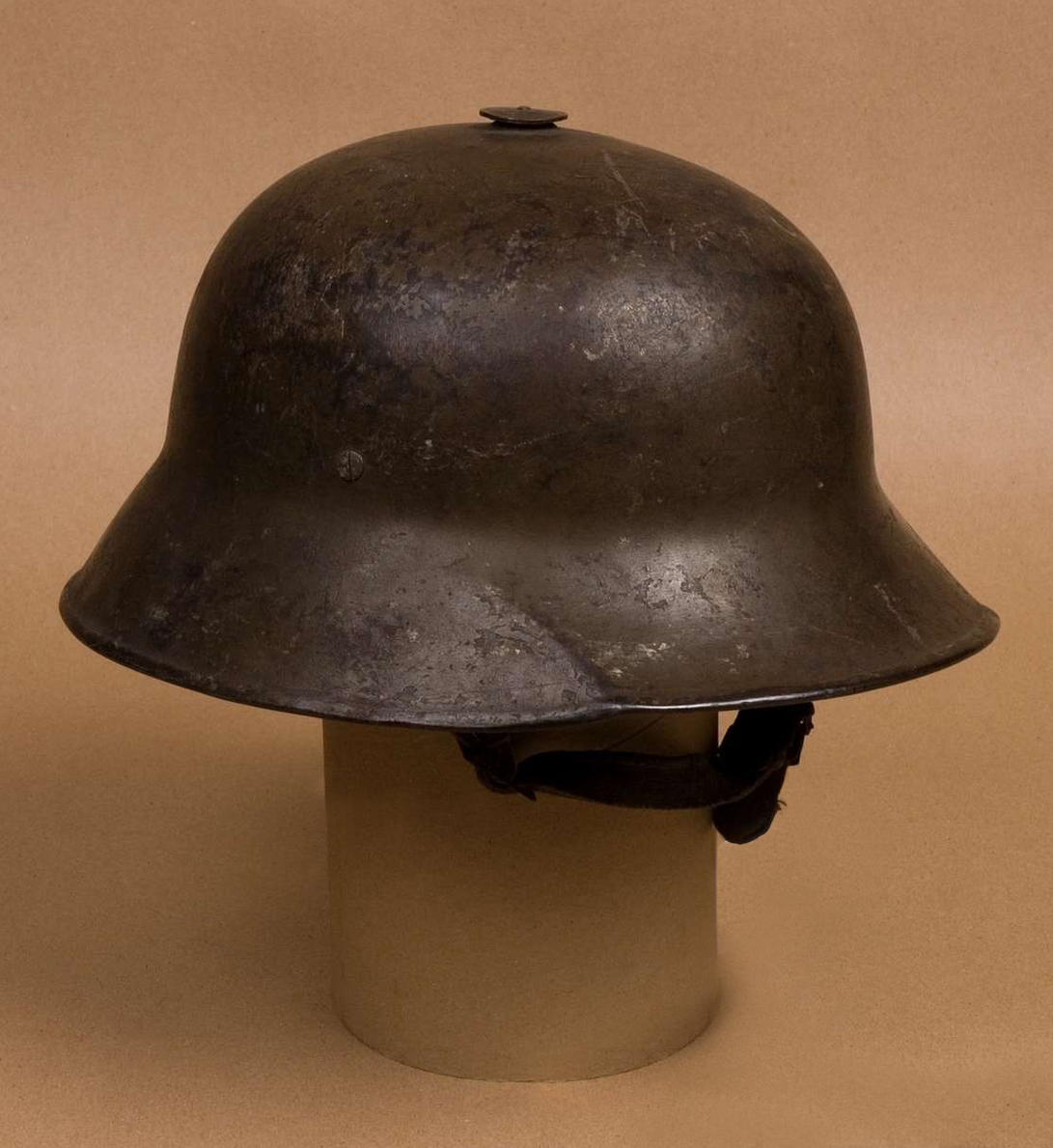
Шолом Берндорф

## Історія та розвиток
З 1914 року кількість поранень голови серед воюючих солдатів стала надзвичайно високою. Через це французька армія оснастила своїх солдатів шоломом Адріана, а Німеччина і Великобританія також розробили власні моделі шоломів. Необхідність захистити солдатів від поранень голови визнавали і в Австро-Угорщині. Попри це, саме австро-угорська армія стала однією з останніх, у яких запровадили сталеві шоломи. Хоча ще в 1914 році вона зазнавала високих втрат через поранення в голову і відчувала в шоломах особливу потребу. 
Перша пропозиція надійшла не від військових структур, а з приватного сектору. У 1914 році металообробна фірма «Neudek» з Богемії запропонувала Військово-технічному комітету (Technisches Militär Kommitee) шолом зі сталевою пластиною.
Через рік, в серпні 1915 року, Військово-технічний комітет порушив питання про запровадження сталевих шоломів. На той час, на італійському фронті, втрати від поранень у голову зросли як через інтенсивного застосування шрапнелі, так і від уламків скельних порід. Запит, адресований німецькому Інженерному корпусу у Берліні щодо так званої «броньованої маски» (Panzermaske) сталеливарної фірми «Becker A.C. Stahlwerk» у Willich/Krefeld», привів до надсилання 5 зразків. Випробування, проведені у Відні, показали задовільні результати щодо прямого піхотного вогню, але через вагу 5,8 кг шолом був визнаний занадто важким. Водночас проєкт, запропонований віденською фірмою Negledy, випробування не витримав. Лише 1916 року великі фірми почали пропонувати відповідні проєкти шоломів. Однією з перших стала фірма «Böhler & Co.» з Капфенбергу, що подала на розгляд комітету 4 типу шоломів, що ділилися на 22 моделі 22 лютого 1916 року. Перший запропонований тип, описаний у документах як «французький», базувався на французькому шоломі Адріана моделі 1915 року. Цей тип мав три модифікації з широким, середнім та вузьким краєм. Товщина металу також відрізнялася: для першої моделі – від 1,45 до 4,8 мм, для другої – від 2,4 до 4,7 мм та для третьої – від 1,9 до 2,3 мм. Другий тип був заснований на австрійській драгунській касці і був представлений у двох товщинах – 1,3 та 1,35 мм. Третій – «з маскою на основі середньовічного лицарського шолома». Четвертий тип складався тільки з маски та налобних пластин з товщиною металу 4,2 мм.

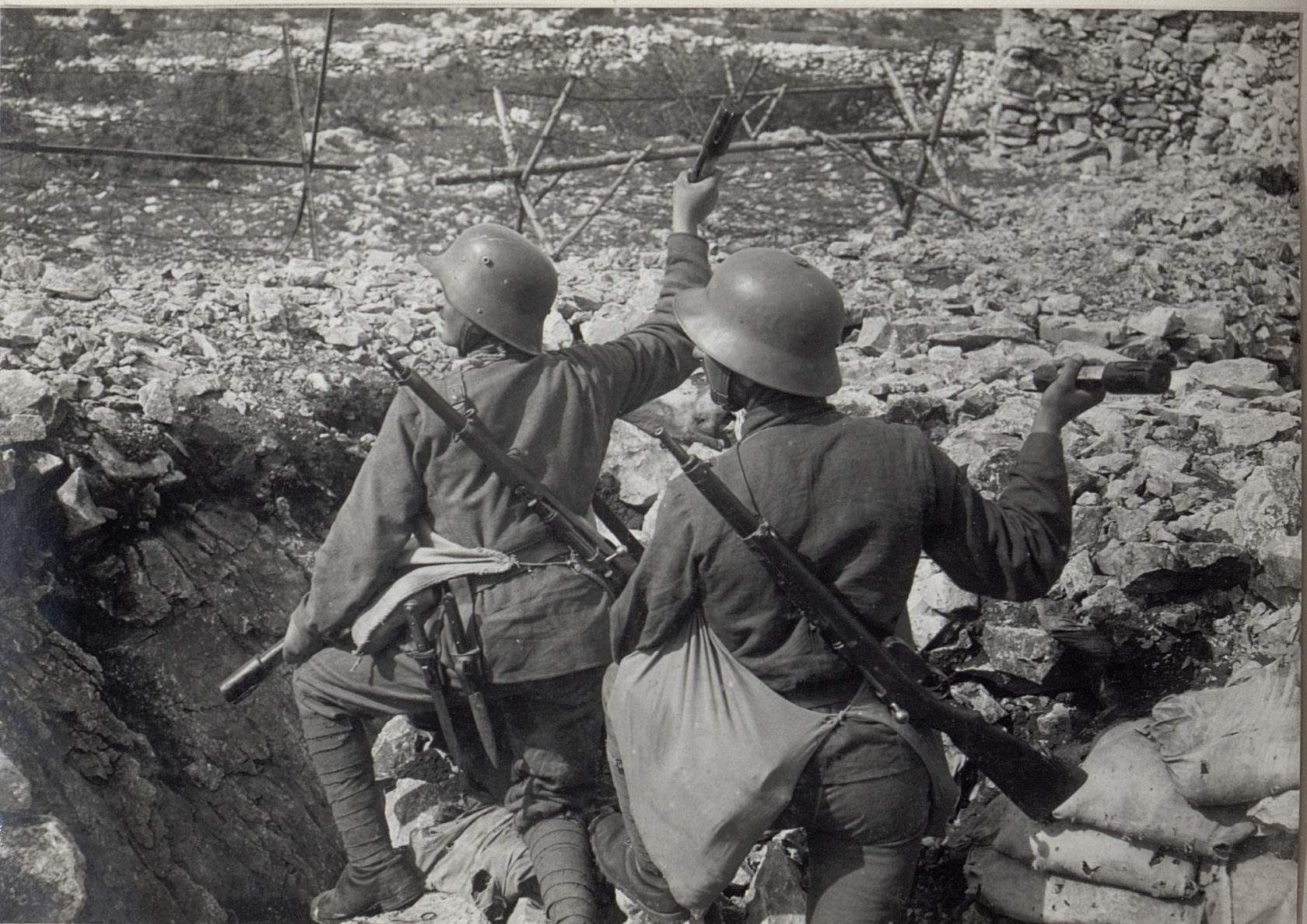
Піхота з новими сталевими шоломами, ліворуч німецький M1916, праворуч австрійський шолом Berndorf

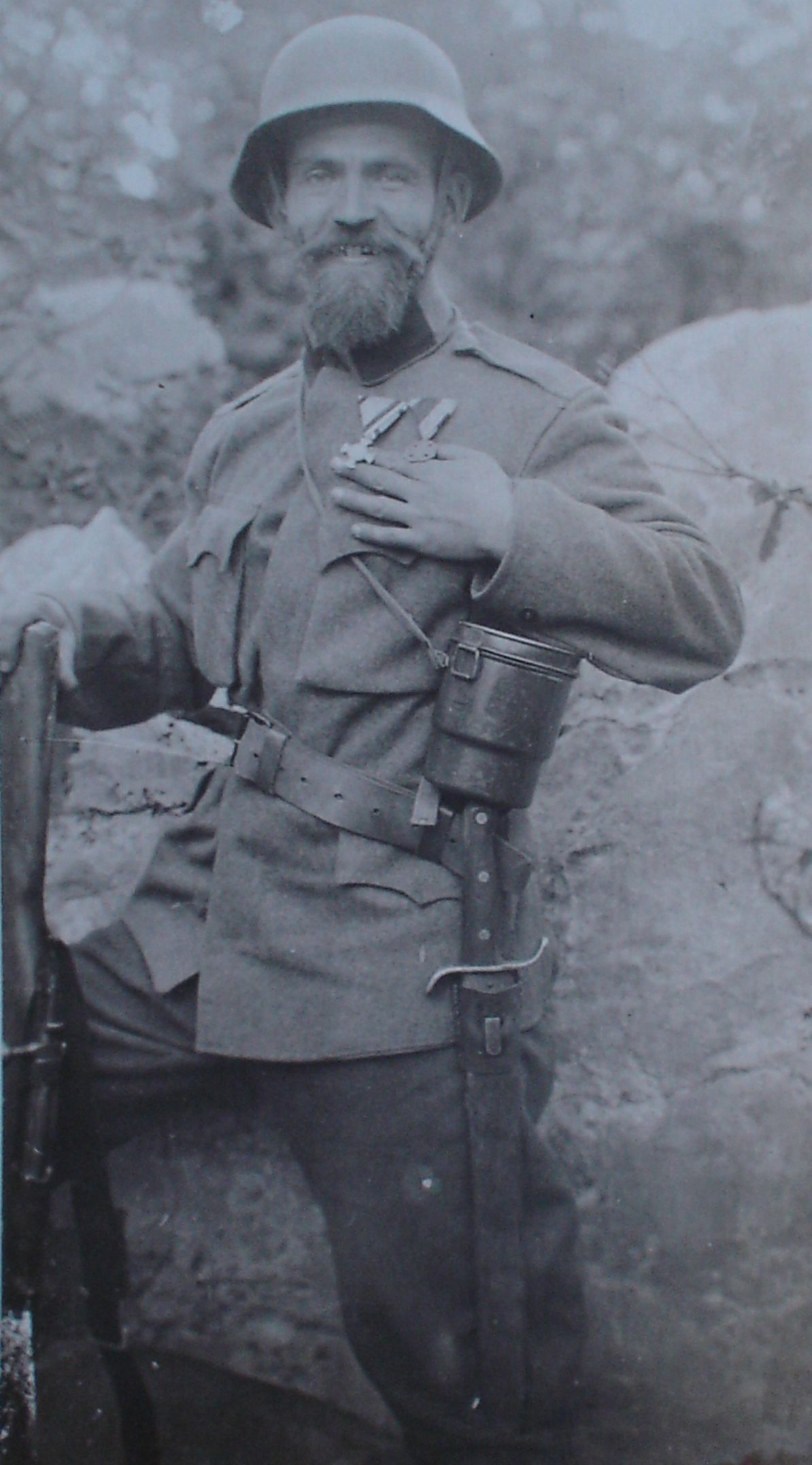
Австро-угорський вояк у шоломі Берндорф

У цей час імператорське і королівське Військове міністерство намагалося для проведення випробувань, отримати зразок сталевого шолома, який використовувався в німецької армії. Крім того, фірма Phönix Stahlwerk Joh. E. Bleckmann з Мюрццушляґу, представила 7 власних моделей. Перша модель являла собою сталеву «ярмулку» і мала носитися під польовим кепі. Решта моделей описувалися як сталеві шоломи товщиною від 1,5 до 3 мм. Сьома модель була представлена як «маска для голови» (вага 2,58 кг). У квітні 1916 року почалися випробування шоломів Bleckmann, а в травні - Böhler. Результат випробувань був не зовсім задовільним. Зі зразків, представлених Böhler, тільки шоломи товщиною не менше 4,5 мм могли надати необхідний рівень захисту під впливом прямого вогню противника. Можливо, деякі зразки Böhler надходили на озброєння військ для випробувань у бойових умовах, оскільки верховне командування кілька разів у травні та серпні 1916 року повідомляло, що шоломи та Stirnplatten (налобні щитки чи пластини) від цього підприємства показали себе погано.
У вересні 1916 року у рапорті для верховного командування комітет підвів підсумки «проблеми сталевого шолома». Захист від прямого вогню противника визнавався не головним критерієм оцінки проектних шоломів, хоча раніше саме він був пріоритетним. Найбільш важливою вимогою до шолома став захист від уламків та шрапнелі. Для захисту передньої частини голови від прямого влучення ворожої кулі передбачалась наявність додаткової налобної пластини. Доданий до рапорту її малюнок дуже скидався на аналогічну конструкцію для німецького сталевого шолома, який, очевидно, взагалі послужив натхненником вимог Військово-технічного комітету до шолома. Наприкінці рапорту була пропозиція виготовити з урахуванням свого креслення спрощену модель шолома у кількості 10 тис. штук для більш інтенсивних випробувань. Виготовлення шоломів пропонувалося доручити фірмам «Böhler», «Bleckmann» та «Poldihutte».
Тим часом відчувалася гостра потреба у шоломах, особливо у 5-й армії, яка займала позиції на річці Ізонцо. Восени 1916 року потреба в шоломі стала критичною. Імпровізовані шоломи з перероблених касок драгунів вже не були задовільним рішенням. Австро-угорські частини на південно-західному фронті стали широко застосовувати трофейні італійські каски. Попри їх низьку ефективність для захисту від вогню супротивника і шрапнелі. Військовим частинам навіть рекомендували збирати трофейні шоломи під час патрулювання. У жовтні 1916 року військове міністерство було поінформовано, що армія відчуває термінову потребу у 15 тис. шоломів, ще 35 тис. шоломів знадобляться найближчим часом. І це незалежно від того, що вже було замовлено 10 тис. шоломів за кресленнями комітету та 35 тис. «драгунських» ерзац-шоломів. Жодне з австрійських чи угорських сталеливарних підприємств не було здатне розпочати масове виробництво через відсутність необхідного обладнання, яке могло бути отримане лише після тривалої затримки.
У жовтні 1916 року компанія «Krupp/Berndorf» надала на випробування комітету власні моделі шоломів. Вони були виготовлені із сталевого листа фірми «Böhler» завтовшки 1, 2 та 1,35 мм. Оскільки необхідне обладнання вже було на заводах «Krupp/Berndorf», компанія пропонувала розпочати з 1 січня 1917 року масове виробництво з виготовлення 600 шоломів на добу і довести добову норму до 1 квітня до 2–3 тис. шоломів. Зрештою «Krupp/Berndorf» було уповноважено зробити 100 тис. так званих «шоломів Берндорф», офіційно відомих як «австрійська модель». 
Австро-угорське верховне командування намагалося задовільнити потреби 5-ї армії, у тому числі вдавшись до постачання з Німеччини. Хоча ці поставки у жовтні були неможливі, завдяки генерал-квартирмейстеру німецької армії Людендорфу в листопаді було передано 15 тис. шоломів, а в грудні - ще 35 тис. У цьому ж 1916 році Німеччина пообіцяла надати необхідні прес-форми та штампувальні машини. Військове міністерство Австро-Угорщини оголосило «німецьку модель» офіційним сталевим шоломом для армії. Необхідне обладнання для австрійських підприємств було поставлене з Німеччини на початку 1917 року. Можна було розпочинати масове виробництво. 
Австрійський шолом виготовлявся фірмою Krupp/Berndorf до листопада 1917 року, хоча в цей же час інші підприємства вже виробляли німецький сталевий шолом М1916, виконуючи директиву Військово-технічного комітету про прийняття німецького шолома на озброєння австро-угорської армії. Після завершення виробництва шолома Берндорфа, фірма Krupp/Berndorf також перейшла на виготовлення німецької моделі. Незважаючи на всі передумови збільшення темпів виробництва, військові частини аж до квітня 1917 року отримували виключно шоломи німецького виробництва. Тільки травні 1917 року перші шоломи австрійського виробництва потрапили на фронт. Можливо, це було пов'язано із гострою нестачею сировини. Спочатку німецький імпорт прямував переважно до 5-ї армії, ставлячи її в особливе становище серед інших з'єднань імператорських і королівських збройних сил. Коли перші австро-угорські курсанти прибули на німецький західний фронт для проходження курсу штурмовиків (Sturmkurse), лише незначна частина їх мала власні сталеві шоломи, а більшість їх побачила вперше. 
Шолом використовувався до 1936 року, а потім був знятий з виробництва.

## Дизайн

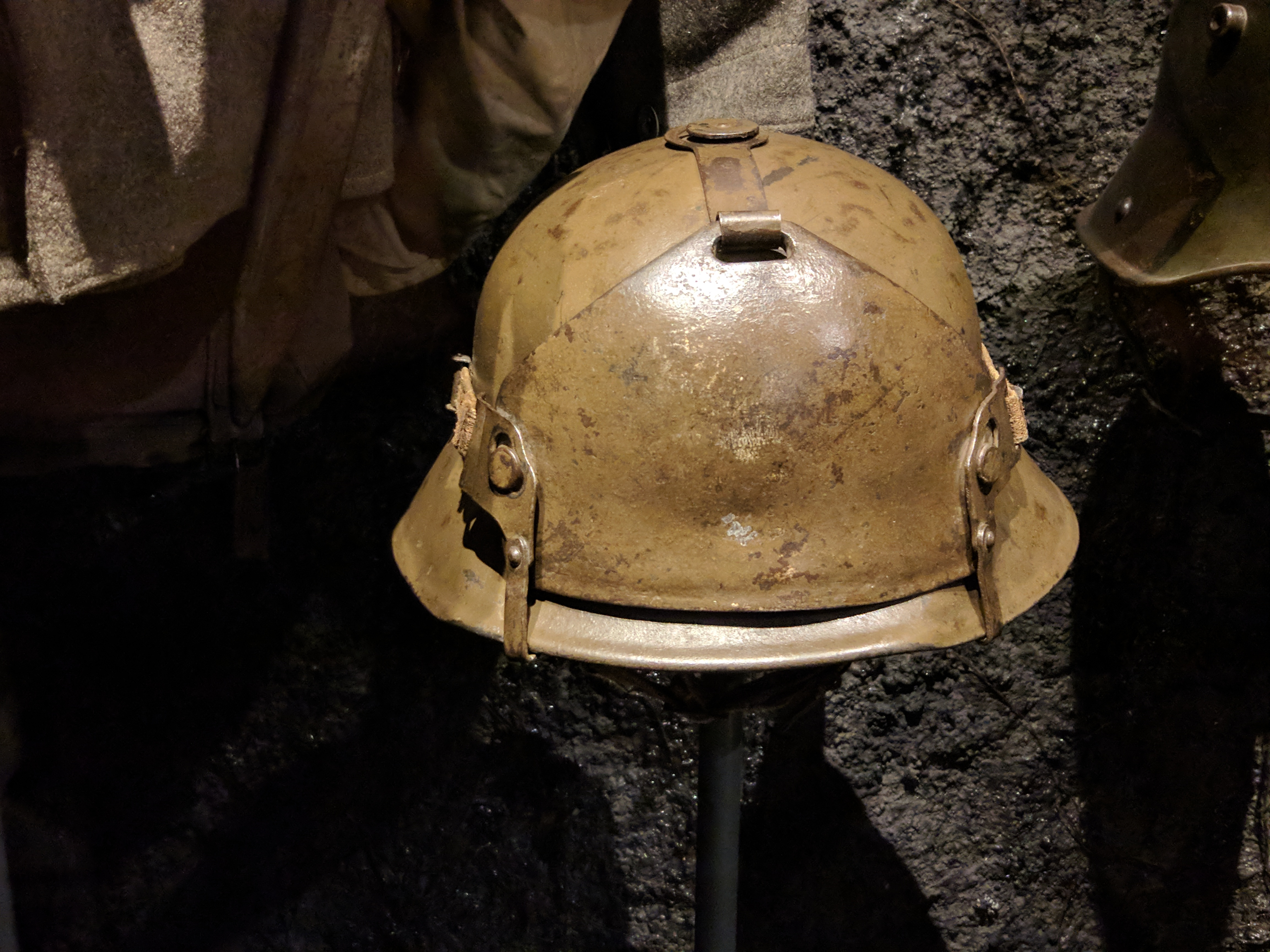
Шолом Берндорфа з додатковим захисним щитком

У 1916 році Berndorfer Metallwarenfabrik представила свій дизайн шолома. На модель безперечно вплинув M1916, але він мав свої особливості. Шолом Berndorf мав вентиляційний отвір на маківці та був менш виражений у частині шиї та чола. Відповідно до нормативів, шоломи були пофарбовані в земляно-коричневий колір. В якості аксесуарів пропонувалися лобовий щиток і підшоломник.

## Випробування
Прийняття партії сталевих шоломів у виробника була складною процедурою. Крім стандартних випробувань на міцність, шоломи також обстрілювали шрапнельною кулею, що вистрілювалася зі швидкістю 240 м/с. Випробування проходив один шолом із сотні і, якщо все було нормально, решта 99 приймалися. Процедура прийому називалася Ubernahmeorgane і проводилася військовим міністерством на кожному підприємстві. Прийняті шоломи маркувалися печаткою приймача на внутрішньому боці. Печатка, згідно з заведеними в австро-угорській армії правилами, показувала контрольну дільницю.
Шоломи, які не пройшли випробувань, залежно від виявлених недоліків знищували, переробляли або спрямовували як запасні в тилові частини. В останньому випадку, щоб уникнути плутанини, шоломи ззаду маркували червоною смугою.

## Виробники

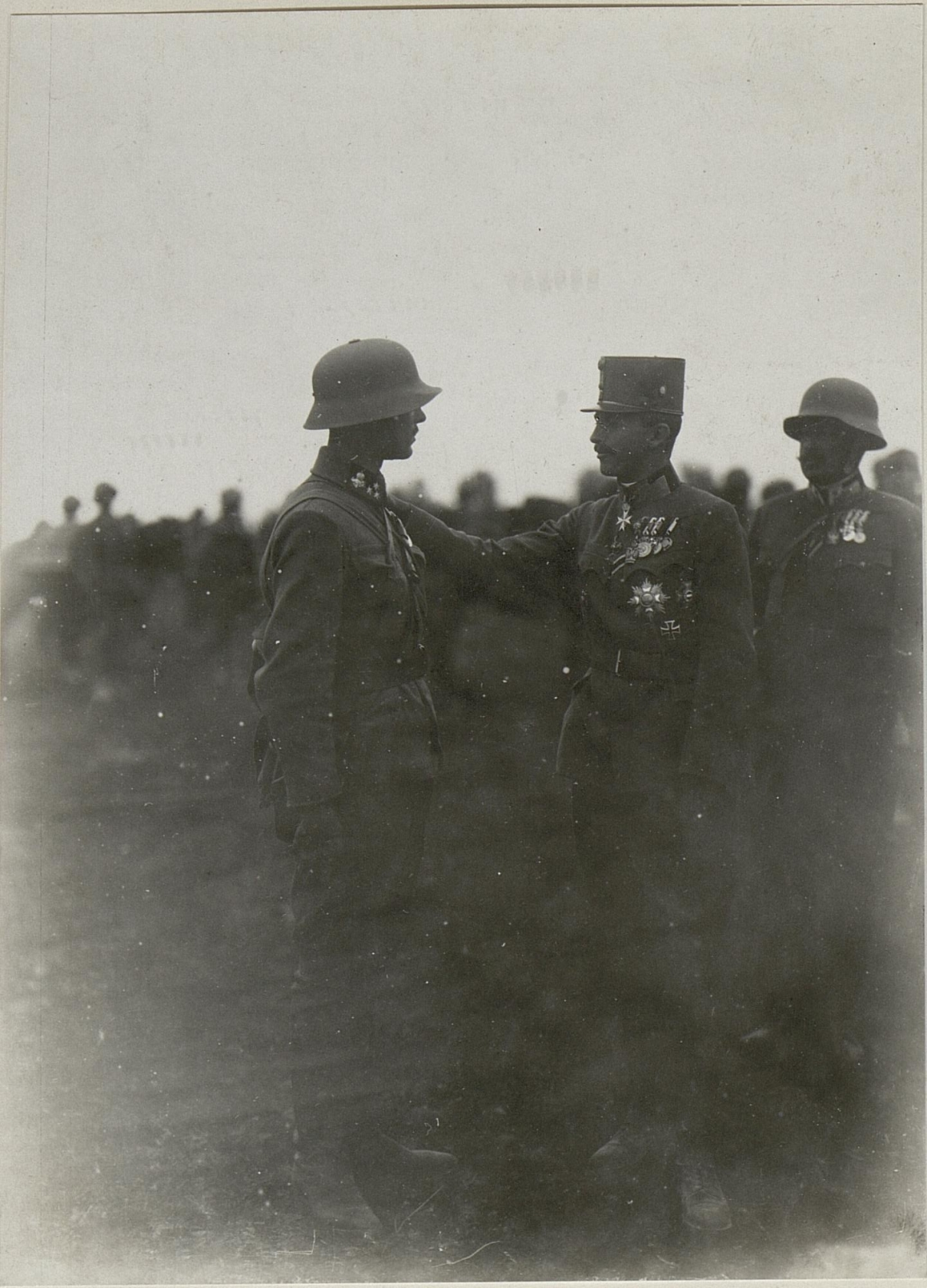
Імператор Карл I відвідує 9-й корпус у Підгорцях. Офіцер носить шолом Берндорфа

До виробництва сталевих шоломів в Австро-Угорщині було залучено такі фірми:
- C. A. Scholtz, Матейовце
- Manfred Weiss, Кзепель-Будапешт
- Brüder Lapp, Роттенманн
- Warcholowsky, Eissler & Co., Відень
- Brüder Gottlieb und Brauchbar, Брюн
- A.Westen, Целє
- A. Krupp A.G.,Берндорф
- Gebrüder Böhler & Co., Капфенберг.

Однак тільки на заводі Krupp/Berndorf виготовляли оригінальні сталеві шоломи австрійської моделі